# Томас Ванек
Томас Ванек (нім. Thomas Vanek; 19 січня 1984, м. Баден, Австрія) — австрійський хокеїст, лівий/правий нападник. Виступає за «Філадельфія Флайєрс» у Національній хокейній лізі. 
Вихованець хокейної школи ХК «Целль-ам-Зе». Виступав за Міннесотський університет (NCAA), «Рочестер Американс» (АХЛ), «Баффало Сейбрс», «Грац Найнті-Найнерс», «Нью-Йорк Айлендерс», «Монреаль Канадієнс».
В чемпіонатах НХЛ — 743 матчі (298+310), у турнірах Кубка Стенлі — 63 матчі (20+14). 
У складі національної збірної Австрії учасник зимових Олімпійських ігор 2014 (4 матчі, 0+1), учасник чемпіонатів світу 2004, 2008 (дивізіон I), 2009 і 2013 (19 матчів, 7+10). У складі молодіжної збірної Австрії учасник чемпіонатів світу 2002 (дивізіон I), 2003 (дивізіон I) і 2004. 
Двоюрідний брат: Йозеф Вашичек.

## Досягнення
- Учасник матчу усіх зірок НХЛ — 2009.